# 二王子岳
二王子岳（にのうじだけ）は、新潟県新発田市にある山。越後山脈の北部に位置し、日本二百名山の一つに数えられる。

## 概要
古来より信仰の対象となっている山で、登山口の二王子には大きな社殿を持つ二王子神社がある。また頂上までの登山道沿いには一王子社（三合目）、三王子社（八合目近辺）があり、九合目付近には奥の院がある。
頂上からは大日岳、御西岳、飯豊山、北股岳といった飯豊山地の高峰が眺望され、飯豊の展望台として知られる。また天気が良い時は弥彦山や角田山、朝日連峰まで眺望できる。
頂上は磐梯朝日国立公園内に位置し、主な登山道として利用される二王子神社からの登山道周辺は5合目付近から胎内二王子県立自然公園に指定されている。
頂上付近ではニッコウキスゲが咲く。西斜面にスキー場NINOX SNOW PARKがある。

## 登山路
- 二王子神社登山口--一王子（三合目）--定高山（五合目）--油こぼし(七合目)--二王子岳山頂[1]
  - 一王子（三合目）と頂上には避難小屋が設置されている[1]。
  - 二王子神社登山口に駐車場あり[1]。
  - 登り4時間、下り2.5時間が目安[1]。

## 参考画像

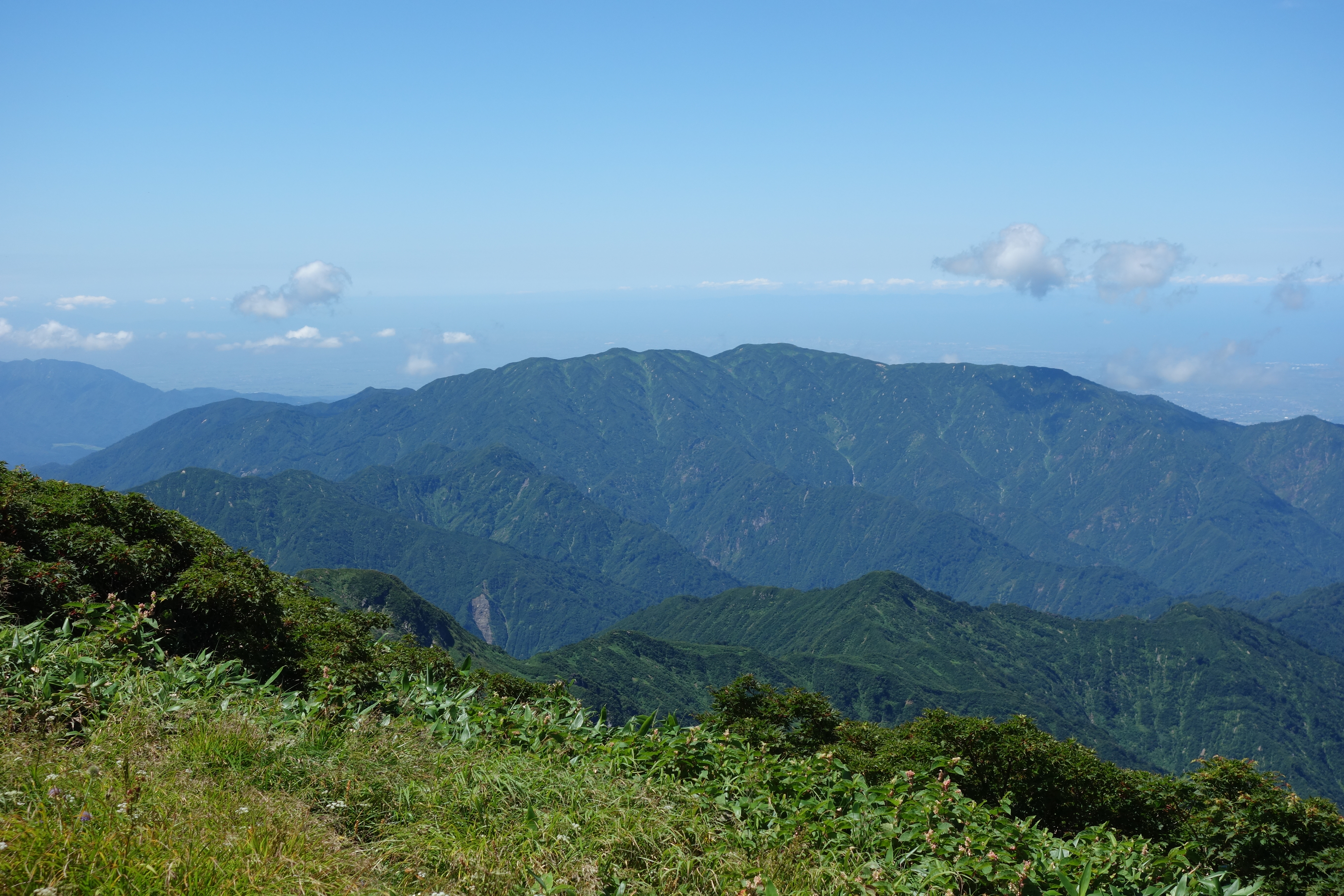
飯豊連峰（門内岳）から見た二王子岳
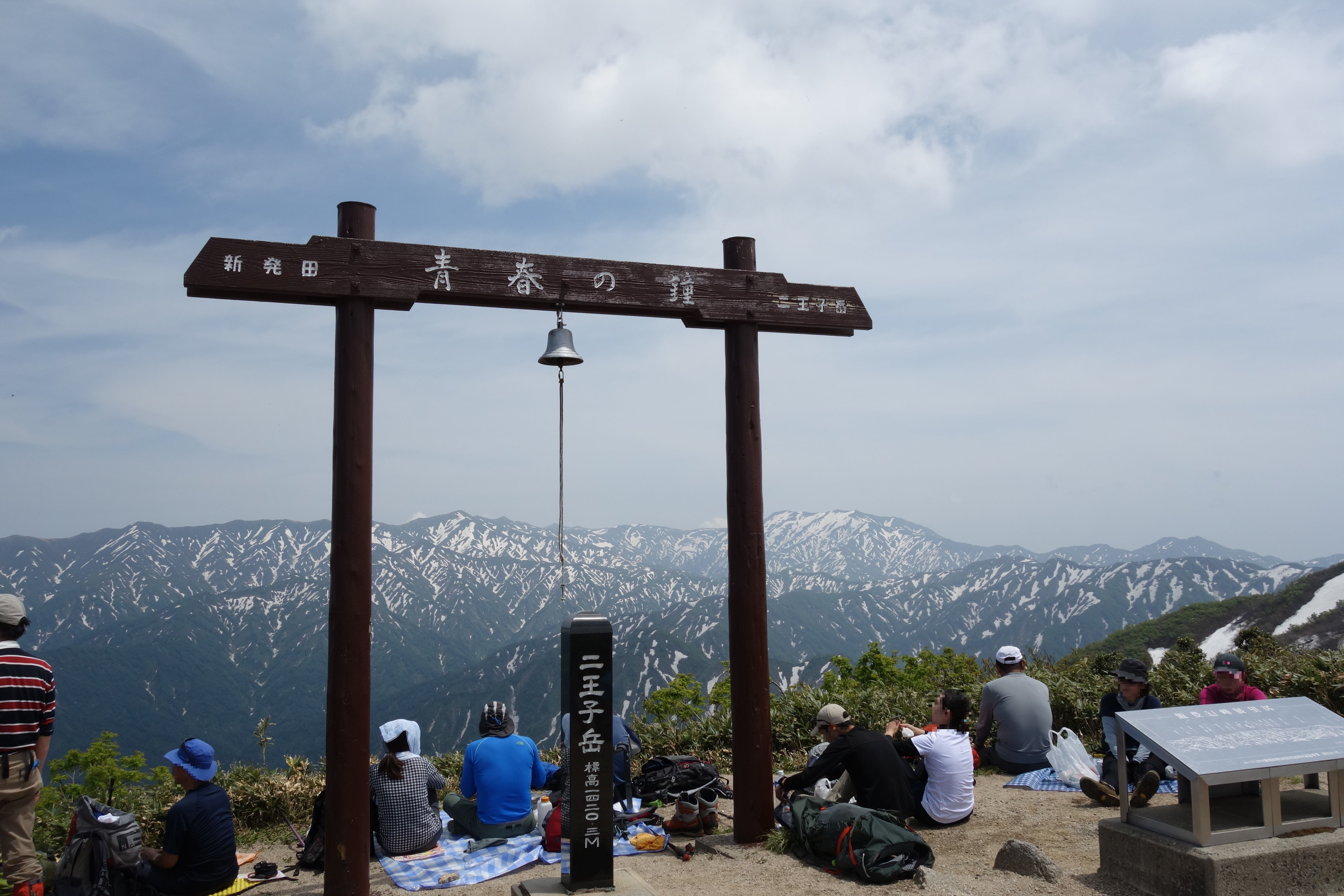
二王子岳から飯豊連峰を眺める
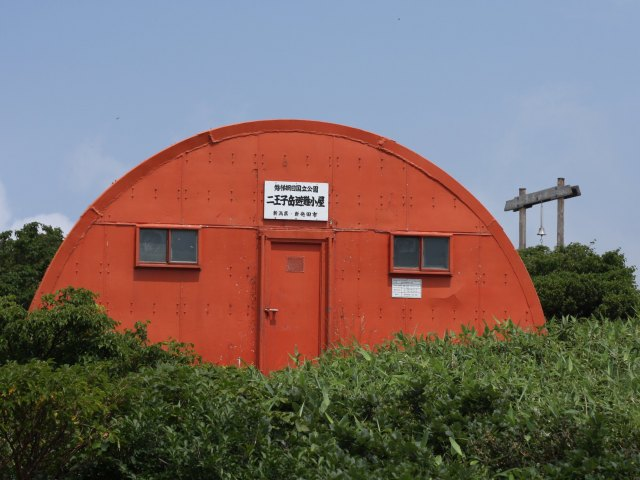
頂上付近の避難小屋
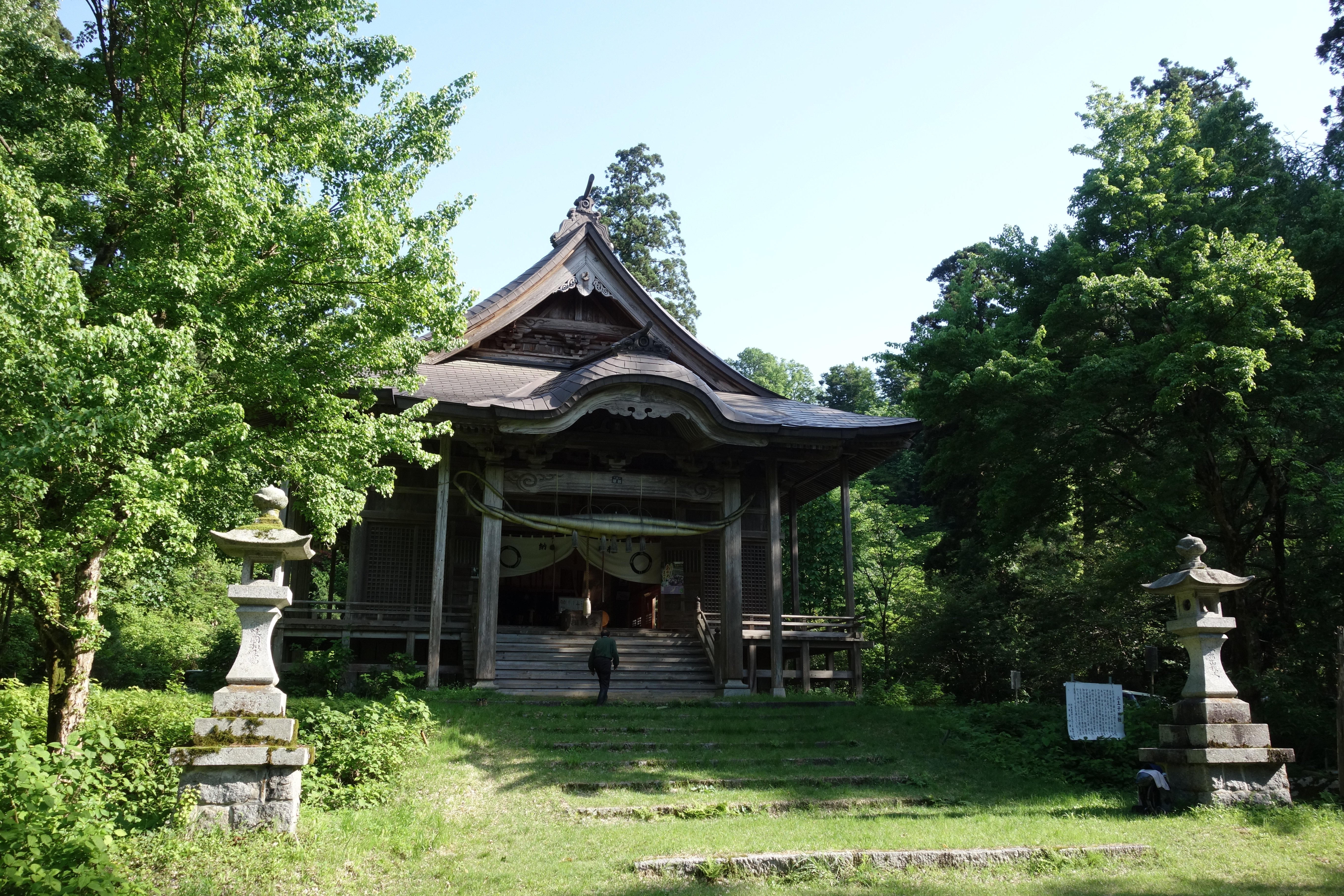
二王子神社